# 전자책

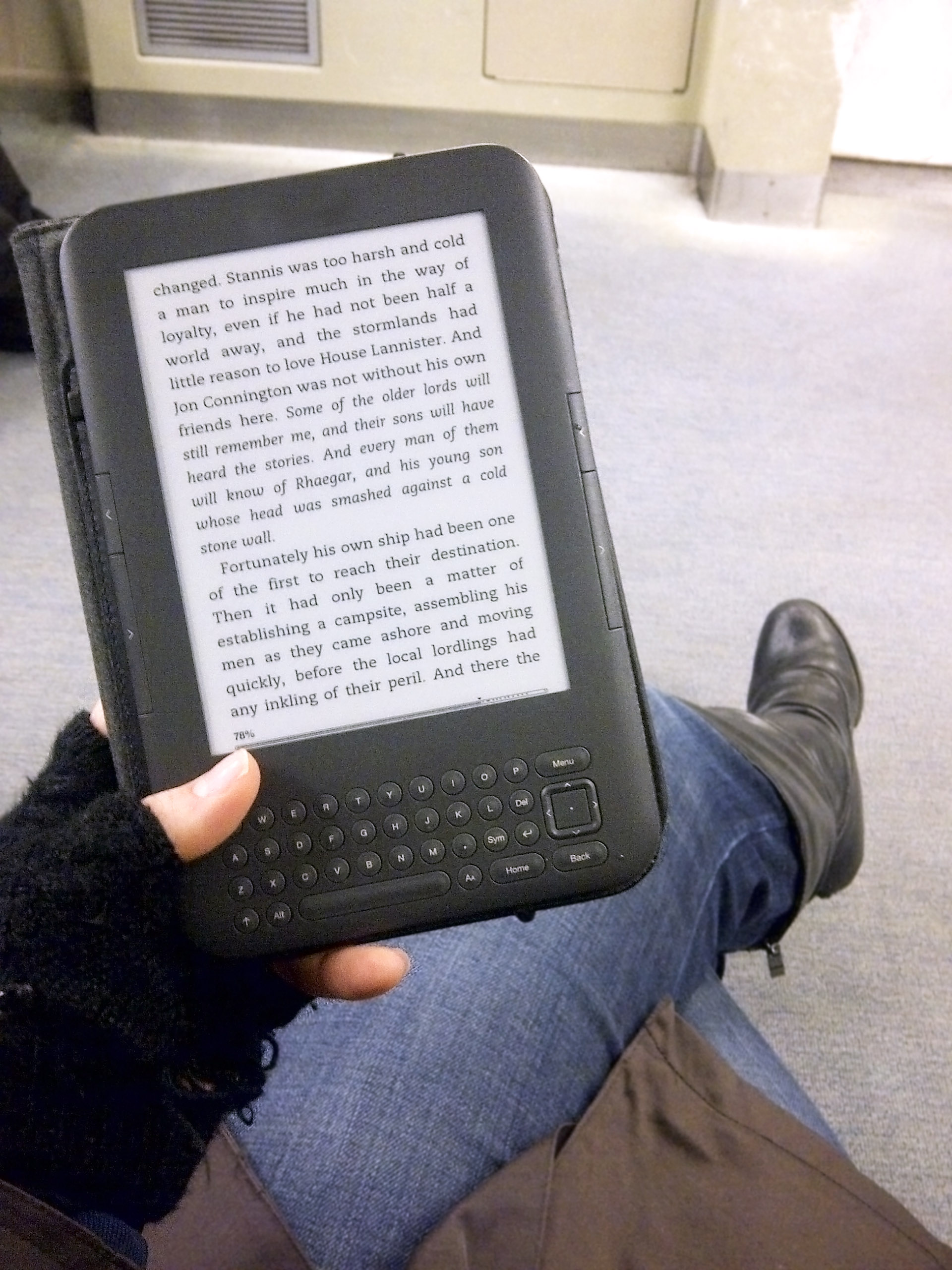
3세대 킨들

전자책(電子冊, 영어: electronic book) 또는 단순히 이북(영어: e-book, ebook)은 책의 한 형태로, 텍스트나 이미지 또는 둘 모두로 구성되어 컴퓨터나 다른 평판 디스플레이 전자 기기에서 읽을 수 있도록 전자적인 형태로 만들어진 책 출판물이다. 때로는 "인쇄된 책의 전자 버전"으로 정의되기도 하지만, 일부 전자책은 인쇄본과 동등한 버전 없이 존재한다. 전자책은 전용 전자책 단말기에서 읽을 수 있으며, 데스크톱 컴퓨터, 랩톱, 태블릿 및 스마트폰을 포함하여 제어 가능한 보기 화면이 있는 모든 컴퓨터 기기에서도 읽을 수 있다.
2000년대에는 인쇄물과 전자책 판매가 인터넷으로 이동하는 추세가 나타났는데, 독자들이 전자상거래 시스템을 사용하여 웹사이트에서 전통적인 종이책과 전자책을 구매하는 방식이었다. 종이책의 경우, 독자들은 출판사나 서점 웹사이트에서 책 표지 이미지를 점점 더 많이 탐색하며 온라인으로 제목을 선택하고 주문한다. 종이책은 우편이나 다른 배송 서비스를 통해 독자에게 전달된다. 전자책의 경우, 사용자들은 온라인에서 제목을 탐색하고 선택하여 주문한 다음, 전자책을 온라인으로 받거나 다운로드할 수 있다. 2010년대 초에는 미국에서 전자책이 전체 출판량 면에서 하드커버를 앞지르기 시작했다.
사람들이 전자책을 구매하는 주요 이유는 아마도 낮은 가격, 향상된 편리성(집에서 또는 모바일 기기로 이동 중에 구매할 수 있음), 그리고 더 많은 제목 선택권 때문일 것이다. 전자책을 사용하면 "전자 즐겨찾기 기능으로 참조가 더 쉬워지고, 전자책 리더는 사용자가 페이지에 주석을 달 수 있도록 허용한다." "소설과 비소설 책이 전자책 형식으로 제공되지만, 기술 자료는 키워드 검색이 디지털로 가능하기 때문에 특히 전자책 배포에 적합하다." 또한 프로그래밍 서적의 경우 코드 예시를 복사할 수 있다. 미국에서는 전자책 독서량이 증가하고 있다. 2021년에는 성인의 30%가 지난 1년간 전자책을 읽었으며, 이는 2011년의 17%에 비해 증가한 수치다. 2014년까지 미국 성인의 50%가 전자책 단말기 또는 태블릿을 소유하고 있었으며, 이는 2013년의 30%에 비해 증가한 수치다.
디지털 등가물이 있는 출판된 책과 잡지 외에도, 수업의 텍스트로 사용되고 기술 기반 교육에 도움이 되도록 고안된 디지털 교과서도 있다.

## 용어
전자책은 "이북", "e-책", "eBooks", "Ebooks", "e-Books", "e-저널", "e-에디션" 또는 "디지털 책"으로도 불린다. 전자책을 읽기 위해 특별히 고안된 장치를 "전자책 단말기", "이북 기기" 또는 "eReader"라고 부른다.

## 역사

### 더 레디스 (1930)
일부는 사용자가 화면에서 책을 볼 수 있게 해주는 장치인 전자책 단말기의 개념이 1930년 밥 브라운이 첫 유성 영화를 본 후 쓴 선언문에서 유래했다고 본다. 그는 이를 "토키(talkie)"의 개념을 차용하여 "더 레디스(The Readies)"라고 명명했다. 그의 책에서 브라운은 영화가 "토키"를 만들어 책을 능가했으며, 그 결과 독서는 새로운 매체를 찾아야 한다고 말한다:
내가 들고 다니거나 옮길 수 있고, 아무 전기 플러그에나 꽂아서 원하면 10분 안에 십만 단어짜리 소설을 읽을 수 있는 간단한 독서 기계. 그리고 나는 그걸 원한다.

하지만 브라운의 개념은 매체보다는 맞춤법과 어휘 개혁에 훨씬 더 중점을 두었다. 그는 "마개를 뽑을 때가 되었다"고 말하며 "말의 피비린내 나는 혁명"을 시작하여, 일반 단어를 대체할 엄청난 수의 합성어 기호와 동작 또는 움직임을 시뮬레이션하는 구두점을 도입해야 한다고 주장한다. 따라서 이것이 "전자책"의 역사에 부합하는지는 명확하지 않다. 이후의 전자책 단말기는 브라운의 모델을 전혀 따르지 않았다. 하지만 그는 전자책 단말기의 소형화와 휴대성을 정확하게 예측했다. 제니퍼 슈슬러(Jennifer Schuessler)는 한 기사에서 다음과 같이 썼다: "브라운은 이 기계가 독자들이 글자 크기를 조절하고, 종이에 베이는 것을 피하며, 나무를 절약할 수 있게 해줄 것이며, 동시에 단어가 '떨리는 에테르에 직접 기록될' 수 있는 날을 앞당길 것이라고 주장했다." 브라운은 전자책 단말기(그리고 텍스트 자체를 변경하려는 그의 생각)가 독서에 완전히 새로운 생명을 불어넣을 것이라고 믿었다. 슈슬러는 이를 익숙한 노래의 리믹스에 불과한 것이 아니라, 옛 노래 조각들을 섞어 새로운 비트나 완전히 새로운 노래를 만드는 DJ에 비유했다.

### 발명가
최초의 전자책 발명가는 널리 합의되지 않았다. 몇몇 주목할 만한 후보는 다음과 같다.

#### 로베르토 부사 (1946–1970)
최초의 전자책은 1946년에 로베르토 부사 신부가 시작하여 1970년대에 완성된 토마스 아퀴나스의 작품에 대한 광범위한 주석이 달린 전자 색인인 인덱스 토미스티쿠스(Index Thomisticus)일 수 있다. 비록 처음에는 단일 컴퓨터에 저장되었지만, 1989년에 배포 가능한 CD-ROM 버전이 등장했다. 그러나 이 작업은 때때로 제외되기도 한다. 이는 디지털화된 텍스트가 그 자체로 출판된 판본이 아니라, 기록된 텍스트를 연구하고 언어적 공통점을 개발하는 수단이었기 때문일 수 있다. 2005년에 인덱스는 온라인으로 출판되었다.

#### 앙헬라 루이스 로블레스 (1949)
1949년, 스페인 페롤 출신의 교사 앙헬라 루이스 로블레스는 텍스트와 그래픽이 회전하는 스핀들에 사용자가 로드하는 스풀에 담겨 압축 공기로 작동하는 기계 장치인 엔시클로페디아 메카니카(Enciclopedia Mecánica), 즉 기계식 백과사전을 특허 출원했다. 그녀의 아이디어는 학생들이 학교에 가지고 다니는 책의 수를 줄일 수 있는 장치를 만드는 것이었다. 최종 장치는 오디오 녹음, 돋보기, 계산기, 야간 독서를 위한 전등을 포함하도록 계획되었다. 그녀의 장치는 생산되지 않았지만, 프로토타입은 라코루냐의 국립 과학 기술 박물관에 전시되어 있다.

#### 더글러스 엥겔바트와 안드리스 반 담 (1960년대)
또 다른 의견으로는, 일부 역사가들은 전자책이 1960년대 초 더글러스 엥겔바트가 SRI 인터내셔널에서 이끌었던 NLS 프로젝트와 안드리스 반 담이 브라운 대학교에서 이끌었던 하이퍼텍스트 편집 시스템 및 FRESS 프로젝트에서 시작되었다고 본다. FRESS 문서는 IBM 메인프레임에서 실행되었으며, 선 지향적이라기보다는 구조 지향적이었다. 이 문서들은 다양한 사용자, 디스플레이 하드웨어, 창 크기 등에 따라 동적으로 형식이 지정되었고, 자동 목차, 색인 등의 기능도 갖추고 있었다. 이 모든 시스템은 또한 광범위한 하이퍼링크, 그래픽 및 기타 기능을 제공했다. 반 담은 일반적으로 "전자책"이라는 용어를 만들어낸 것으로 여겨지며, 이 용어는 1985년까지 기사 제목에 사용될 정도로 충분히 확립되었다.
FRESS는 영어 시 및 생화학을 포함한 여러 과정에서 광범위한 원문 자료를 온라인으로 읽는 것은 물론 주석 및 온라인 토론에도 사용되었다. 브라운 대학교 교수진은 FRESS를 광범위하게 활용했다. 예를 들어, 철학자 로더릭 치좀은 이를 사용하여 여러 권의 책을 저술했다. 따라서 그는 『인격과 대상(Person and Object)』(1979) 서문에서 다음과 같이 썼다. "이 책은 획기적인 파일 검색 및 편집 시스템 없이는 완성되지 못했을 것이다..." 브라운 대학교의 전자책 시스템 연구는 미국 해군 지원을 받은 전자 수리 매뉴얼 프로젝트를 포함하여 수년간 계속되었다. 대규모 분산 하이퍼미디어 시스템인 인터미디어(InterMedia)도 개발되었고, SGML 기반 전자책 단말기 시스템인 DynaText를 개발한 스핀오프 회사인 Electronic Book Technologies, 그리고 오픈 전자책 표준에 대한 학술 기술 그룹의 광범위한 연구도 있었다.

#### 마이클 S. 하트 (1971)

프로젝트 구텐베르크의 마이클 S. 하트(왼쪽)와 그레고리 뉴비(오른쪽)가 2006년 핵커스 온 플래닛 어스 (HOPE) 컨퍼런스에서

광범위한 이전 역사에도 불구하고, 여러 출판물은 마이클 S. 하트를 전자책의 발명가로 보고한다. 1971년, 일리노이 대학교의 제록스 시그마 V 메인프레임 운영자들은 하트에게 광범위한 컴퓨터 시간을 제공했다. 이 자원의 가치 있는 사용처를 찾던 그는 미국 독립선언을 일반 텍스트로 컴퓨터에 입력하여 첫 전자 문서를 만들었다. 하트는 문서들을 일반 텍스트로 만들어 기기에서 쉽게 다운로드하고 볼 수 있도록 계획했다. 하트가 1971년 처음으로 미국 독립선언을 전자 문서로 전환한 후, 더 많은 텍스트, 특히 책의 전자 사본을 만들기 위해 프로젝트 구텐베르크가 시작되었다.

### 초기 하드웨어 구현
1970년대와 1980년대에는 메인프레임 및 랩톱 솔루션, 그리고 데이터 컬렉션 외에도 전자책 읽기 전용 하드웨어 장치가 등장하기 시작했다. 초기 전자책 구현 중 하나는 1970년대 PARC에서 제안된 노트북 컴퓨터인 다이나북의 데스크톱 프로토타입이었다. 이는 책을 읽기 위해 표시할 수 있는 범용 휴대용 개인 컴퓨터였다. 1980년, 미국 국방부는 PEAM(Portable Electronic Aid for Maintenance) 프로젝트라는 기술 유지보수 정보를 위한 휴대용 전자 전달 장치에 대한 개념 개발을 시작했다. 상세 사양은 회계 연도 1981/82년에 완성되었고, 같은 해 텍사스 인스트루먼트와 함께 프로토타입 개발이 시작되었다. 1986년에 4개의 프로토타입이 생산되어 테스트를 위해 납품되었고, 1987년에 테스트가 완료되었다. 최종 요약 보고서는 1989년 로버트 위셔(Robert Wisher)와 J. 피터 킨케이드가 저술한 미 육군 행동 및 사회 과학 연구소에서 발행되었다. PEAM 장치에 대한 특허 출원인 "절차형 지시 전달 장치(Apparatus for delivering procedural type instructions)"는 1985년 12월 4일 텍사스 인스트루먼트에 의해 제출되었으며, 발명가로 존 K. 하킨스(John K. Harkins)와 스티븐 H. 모리스(Stephen H. Morriss)가 기재되어 있다.

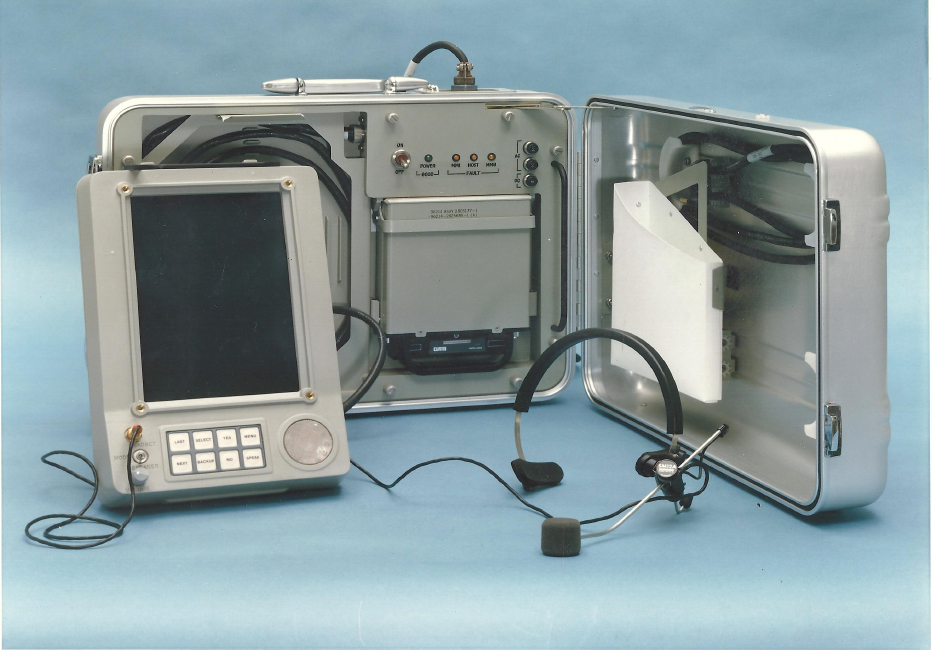
미국 국방부의 "개인 전자 유지보수 보조기구", 최초의 휴대용 전자책

1992년, 소니는 CD에 저장된 전자책을 읽을 수 있는 전자책 리더인 데이터 디스크맨을 출시했다. 데이터 디스크맨에서 재생할 수 있었던 전자 출판물 중 하나는 미래의 도서관(Library of the Future)이라고 불렸다. 초기 전자책은 일반적으로 특정 분야와 제한된 독자를 위해 작성되었으며, 소규모의 전용 관심 그룹만 읽을 수 있도록 의도되었다. 이러한 전자책의 주제 범위는 하드웨어, 제조 기술 및 기타 주제에 대한 기술 매뉴얼을 포함했다. 1990년대에는 인터넷의 보편화로 전자 파일, 특히 전자책의 전송이 훨씬 쉬워졌다.
1993년, 폴 바임(Paul Baim)은 EBook이라는 프리웨어 하이퍼카드 스택을 출시했는데, 이는 어떤 텍스트 파일이든 쉽게 가져와 전자 페이퍼백 책과 유사한 페이지별 버전을 만들 수 있도록 했다. 주목할 만한 기능은 마지막으로 읽은 페이지를 자동으로 추적하여 '책'으로 돌아왔을 때 이전에 읽던 곳으로 돌아갈 수 있도록 하는 것이었다. 이 스택의 제목은 'ebook'이라는 용어를 대중화하는 데 도움이 되었을 수 있다.

### 전자책 형식

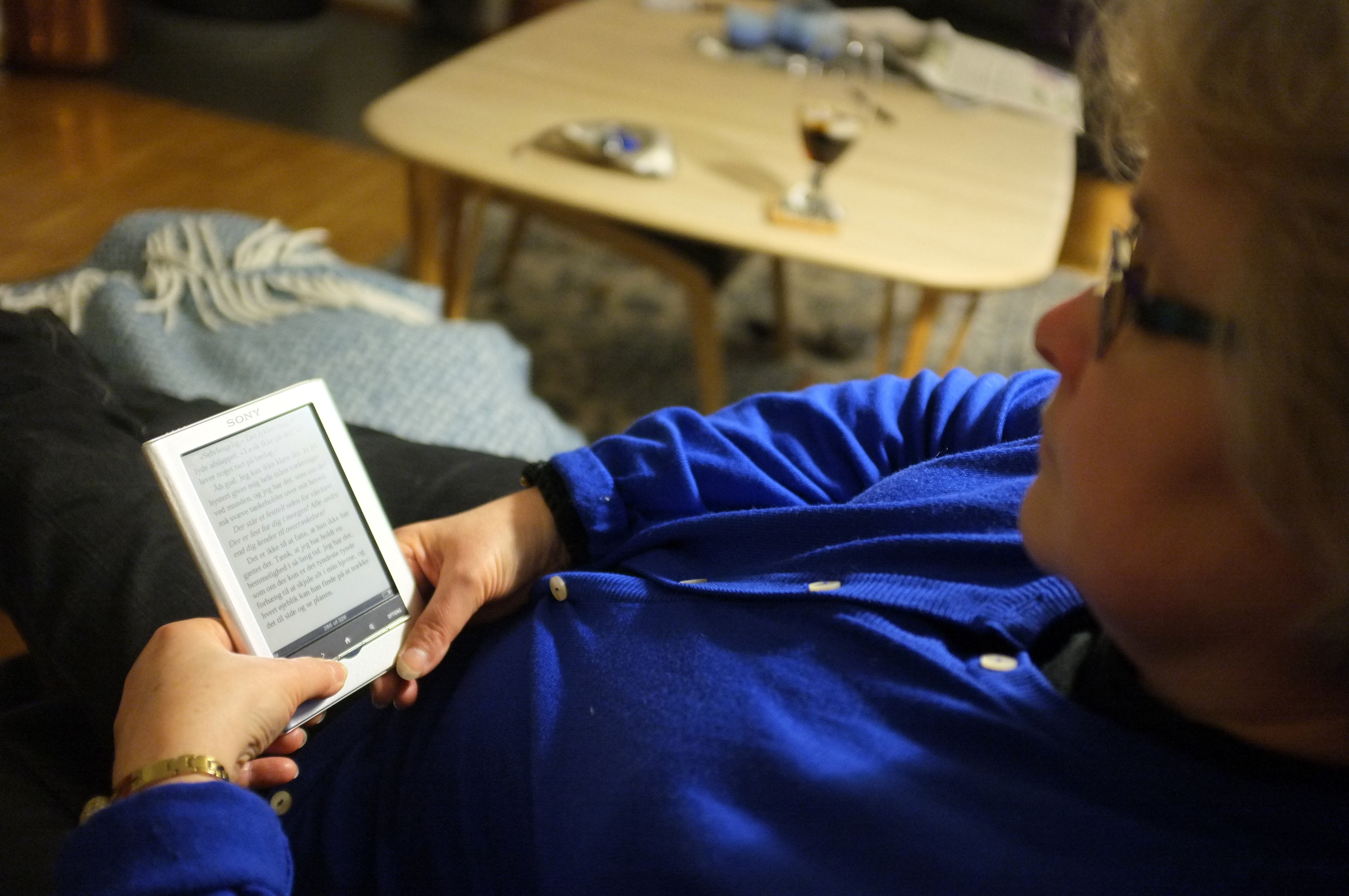
전자책 단말기를 사용하여 책을 읽는 여성

전자책 형식이 등장하고 확산되면서, 1993년에 도입된 PDF 형식의 어도비와 같은 주요 소프트웨어 회사들로부터 지지를 받았다. 대부분의 다른 형식과는 달리, PDF 문서는 일반적으로 현재 페이지, 창 또는 다른 크기에 동적으로 조정되기보다는 특정 치수와 레이아웃에 묶여 있다. 다양한 전자책 단말기 장치는 서로 다른 형식을 따랐으며, 대부분은 한두 가지 형식의 책만 허용하여 전자책 시장을 더욱 파편화시켰다. 전자책의 배타성과 제한된 독자층으로 인해, 독립 출판사와 전문 작가로 구성된 파편화된 시장은 전자책을 포장하고 판매하는 표준에 대한 합의가 부족했다.
한편, 학자들은 텍스트 인코딩 이니셔티브를 구성하여 독서뿐만 아니라 다양한 분석 용도로 학문적 관심사의 책 및 기타 자료를 인코딩하기 위한 합의된 지침을 개발했다. 수많은 문학 작품 및 기타 작품들이 TEI 방식을 사용하여 개발되었다. 1990년대 후반, 작가와 출판사가 많은 책 읽기 소프트웨어 및 하드웨어 플랫폼에서 처리할 수 있는 단일 소스 문서를 제공하는 방법으로 오픈 전자책 형식을 개발하기 위한 컨소시엄이 구성되었다. TEI의 여러 학자들이 앨런 리니어, 엘리 마일로나스, 스티븐 드로즈를 포함하여 오픈 전자책의 초기 개발에 밀접하게 관여했는데, 이들은 모두 브라운 대학교 출신이었다. 이식성에 중점을 둔 오픈 전자책은 XHTML 및 CSS의 하위 집합을 요구했다. 멀티미디어 형식 세트(다른 형식을 사용할 수 있지만, 필수 형식 중 하나에 폴백도 있어야 함)와 주어진 전자책의 구성 요소를 나열하고 목차, 표지 아트 등을 식별하기 위한 XML 스키마를 요구했다. 이 형식은 개방형 형식인 EPUB로 이어졌다. 구글 도서는 많은 퍼블릭 도메인 작품을 이 개방형 형식으로 변환했다.
2010년, 전자책은 여전히 전문 및 비주류 시장에서 인기를 얻고 있었다. 많은 전자책 출판사들은 퍼블릭 도메인에 있는 책들을 배포하기 시작했다. 동시에, 출판사로부터 거절당한 작가들은 자신의 작품을 온라인에 올려 다른 사람들에게 보여주었다. 비공식적인(때로는 무단) 책 카탈로그가 웹에서 이용 가능해졌고, 전자책 전용 사이트들은 전자책에 대한 정보를 대중에게 퍼뜨리기 시작했다. 미국 소비자 전자책 출판 시장의 거의 3분의 2는 "빅 파이브"가 지배하고 있다. "빅 파이브" 출판사는 다음과 같다: 아셰트, 하퍼콜린스, 맥밀런, 펭귄 랜덤 하우스 및 사이먼 & 슈스터이다.

### 도서관
미국 도서관들은 1998년부터 웹사이트와 관련 서비스를 통해 대중에게 무료 전자책을 제공하기 시작했지만, 전자책은 주로 학술적, 기술적, 또는 전문적인 성격이었고 다운로드할 수 없었다. 2003년, 도서관들은 대중에게 무료로 다운로드할 수 있는 인기 있는 소설 및 비소설 전자책을 제공하기 시작했으며, 공공 도서관에 훨씬 더 성공적인 전자책 대여 모델을 시작했다. 다음 몇 년 동안 도서관 전자책 배포업체와 대여 모델의 수는 계속 증가했다. 2005년부터 2008년까지 도서관은 전자책 소장량에서 60%의 성장을 경험했다. 2010년, 미국 도서관 협회의 공공 도서관 자금 및 기술 접근성 연구에 따르면, 미국 공공 도서관의 66%가 전자책을 제공하고 있었으며, 전자책 기술이 널리 확립될 "전환점"에 도달했음을 인정하며 전자책 대여와 관련된 문제들을 진지하게 검토하기 시작했다. 공공 도서관의 콘텐츠는 오버드라이브 및 후플라와 같은 애플리케이션 소프트웨어를 사용하여 전자책 단말기로 다운로드할 수 있다.
미국 국립 의학 도서관은 오랫동안 의학 문헌의 포괄적인 참고 문헌인 펍메드를 제공해 왔다. 2000년대 초, NLM은 이 분야의 학자 및 출판사들과 협력하여 많은 의학 저널 기사와 책의 전문 전자책 버전을 저장하는 펍메드 센트럴 저장소를 구축했다. 펍메드 센트럴은 이제 저널 아티클 태그 스위트 (JATS)로 알려진 표준 XML 형식으로 유지되는 410만 개 이상의 기사에 대한 보관 및 접근을 제공한다.
전자책의 광범위한 채택에도 불구하고, 일부 출판사와 작가들은 사용자 수요, 저작권 침해, 독점 장치 및 시스템과 관련된 문제들을 언급하며 전자 출판의 개념을 지지하지 않았다. 상호대차 (ILL) 사서들을 대상으로 한 설문조사에서, 도서관의 92%가 전자책을 소장하고 있었으며, 이 중 27%는 일부 전자책에 대한 ILL 권한을 협상했다는 사실이 밝혀졌다. 이 설문조사는 전자책에 대한 상호대차를 수행하는 데 상당한 장벽이 있음을 발견했다. 이용자 주도형 구매 (PDA)는 수년 동안 공공 도서관에서 이용 가능했으며, 공급업체가 도서관의 선택 프로필을 공급업체의 전자책 제목과 일치시켜 구매 프로세스를 간소화할 수 있도록 했다. 그런 다음 도서관의 목록은 프로필과 일치하는 모든 전자책에 대한 기록으로 채워진다. 제목 구매 결정은 이용자에게 맡겨지지만, 도서관은 최대 가격 및 구매 한도와 같은 구매 조건을 설정하여 전용 자금이 도서관 예산에 따라 지출되도록 할 수 있다. 2012년 미국 대학 출판사 협회 회의에는 앤드루 W. 멜론 재단의 지원을 받아 PDA의 의미를 연구한 디지털 출판 컨설턴트 조셉 에스포지토(Joseph Esposito)의 예비 보고서를 기반으로 대학 출판사에서 제작한 도서의 PDA에 대한 패널 토론이 포함되었다.

#### 문제점
21세기 첫 두 십년 동안 도서관의 전자책 서비스 수요가 증가했음에도 불구하고, 도서관이 일부 전자책을 이용자에게 제공하는 데 어려움이 있다. 출판사들은 도서관에 전자책을 판매하지만, 대부분의 경우 도서관에 해당 제목에 대한 제한된 라이선스만 부여한다. 이는 도서관이 전자 텍스트를 소유하는 것이 아니라, 특정 기간 동안 또는 특정 대여 횟수 동안, 또는 둘 모두에 대해 대여할 수 있도록 허용된다는 의미이다. 도서관이 전자책 라이선스를 구매할 때, 비용은 개인 소비자가 구매하는 것보다 최소 세 배 이상이다. 전자책 라이선스가 종이책보다 비싼 이유는 출판사들이 판매된 전자책이 이론적으로 엄청난 수의 사용자에게 읽히거나 대여될 수 있어 판매에 잠재적으로 피해를 줄 수 있다는 우려 때문이다. 그러나 일부 연구에서는 오히려 반대 효과가 나타났음을 발견했다(예: 힐튼과 와이키 2010).

### 기록 보관소 저장
인터넷 아카이브와 오픈 라이브러리는 6백만 권 이상의 완전 접근 가능한 퍼블릭 도메인 전자책을 제공한다. 프로젝트 구텐베르크는 52,000권 이상의 무료 퍼블릭 도메인 전자책을 제공한다.

### 전용 하드웨어 리더 및 모바일 소프트웨어

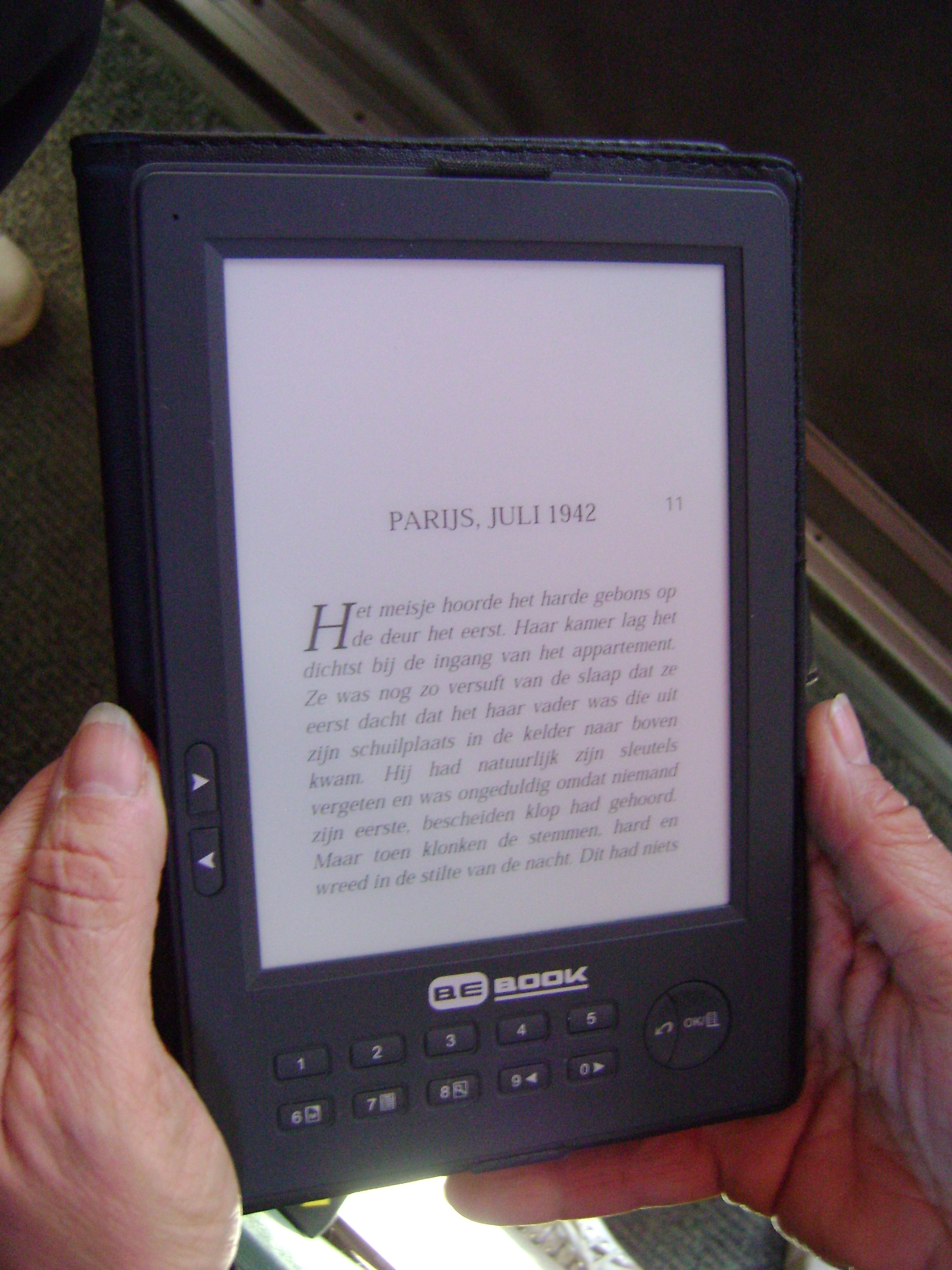
BEBook 전자책 단말기

전자책 단말기, 또는 e-book reader 또는 e-book device는 주로 전자책과 디지털 정기 간행물을 읽기 위해 설계된 모바일 전자 기기이다. 전자책 단말기는 형태는 태블릿과 유사하지만 목적이 더 제한적이다. 태블릿에 비해 많은 전자책 단말기는 휴대성이 좋고 햇빛 아래에서 가독성이 좋으며 배터리 수명이 길어 독서에 더 적합하다. 2010년 7월, 온라인 서점 아마존닷컴은 2010년 2분기에 자사의 독점 킨들 전자책 판매가 하드커버 책 판매를 사상 처음으로 넘어섰다고 보고하며, 디지털 에디션이 없는 하드커버를 포함하여 하드커버 100권당 전자책 140권이 팔렸다고 밝혔다. 2011년 1월까지 아마존의 전자책 판매량은 페이퍼백 판매량을 넘어섰다. 미국 전체 시장에서 페이퍼백 도서 판매량은 여전히 하드커버나 전자책보다 훨씬 많다. 미국 출판 협회는 2010년 중반 전자책이 판매의 8.5%를 차지했으며, 이는 1년 전의 3%에서 증가한 수치라고 추정했다. 2012년 1분기 말, 미국 내 전자책 판매량은 하드커버 도서 판매량을 사상 처음으로 넘어섰다.
2013년 후반까지는 FAA에서 이륙 및 착륙 시 비행기 내에서 전자책 단말기 사용을 허용하지 않았다. 2013년 11월, FAA는 전자책 단말기가 비행기 모드(모든 무선 통신 기능이 꺼진 상태)일 경우 항상 비행기 내에서 사용을 허용했으며, 유럽도 다음 달에 이 지침을 따랐다. 2014년, 뉴욕 타임스는 2018년까지 전자책이 미국과 영국의 전체 소비자 출판 수익의 50% 이상을 차지할 것이라고 예측했다.

#### 응용 프로그램

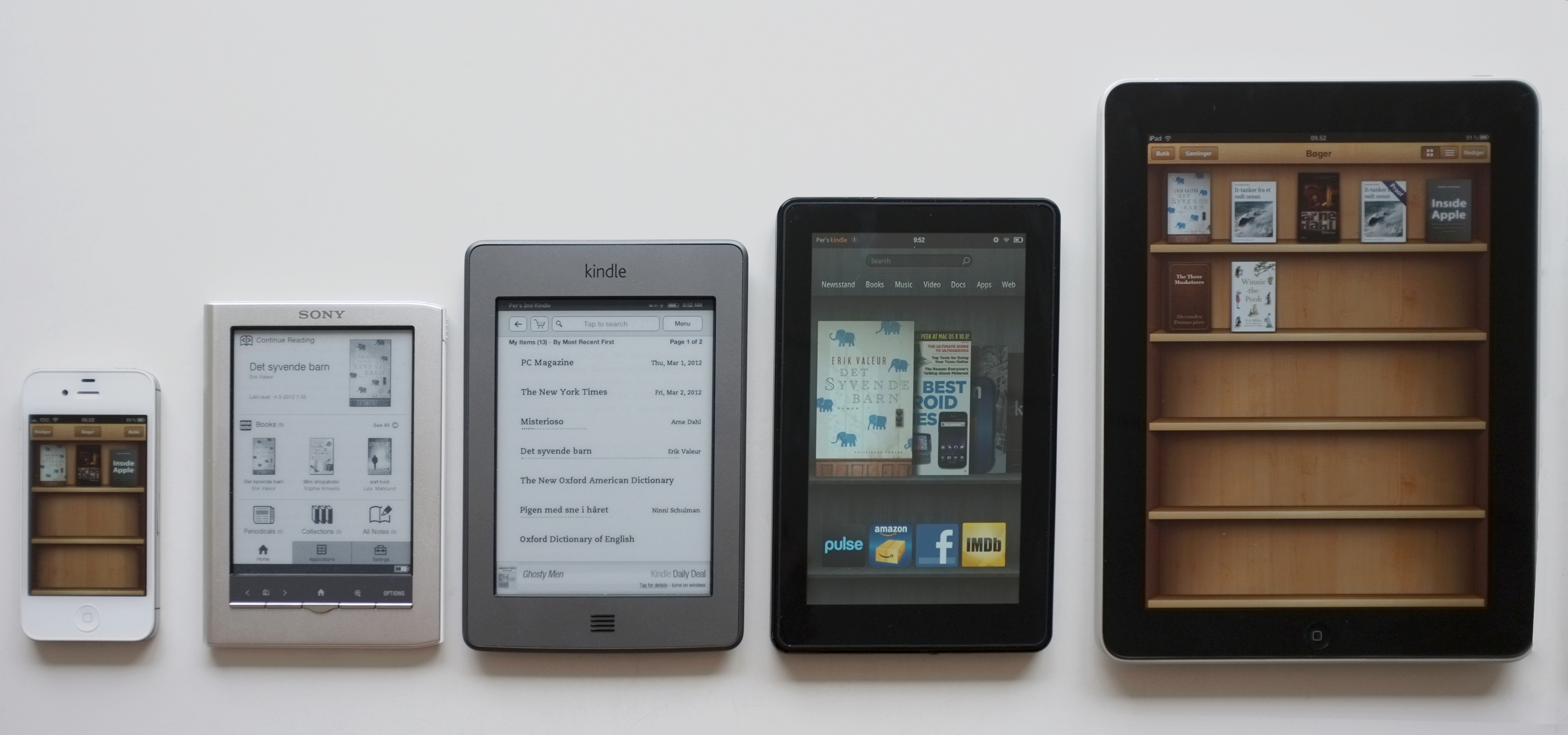
다양한 기기에서 독서 애플리케이션

주요 서점과 여러 타사 개발자들은 맥 및 PC 컴퓨터뿐만 아니라 안드로이드, 블랙베리, 아이패드, 아이폰, 윈도우 폰, 팜 OS 기기용 무료(일부 타사 유료) 전자책 소프트웨어 애플리케이션(앱)을 제공하여 전용 전자책 기기와 관계없이 전자책 및 기타 문서를 읽을 수 있도록 한다. 예를 들어, 아마존 킨들, 반스 & 노블 눅, iBooks, 코보 전자책 단말기, 소니 리더를 위한 앱이 있다.

### 타임라인

#### 1980년대 이전
1949c.
- 앙헬라 루이스 로블레스는 갈리시아주에서 기계식 백과사전이라는 전자책 아이디어를 특허 출원한다.
- 로베르토 부사는 인덱스 토미스티쿠스(Index Thomisticus) 계획을 시작한다.[13]

 1963c.
- 더글러스 엥겔바트는 NLS (이후 Augment) 프로젝트를 시작한다.[17]

c. 1965
- 안드리스 반 담은 테드 넬슨의 도움을 받아 HES (이후 FRESS) 프로젝트를 시작하여 인문학 및 교육학에서 전자 교과서를 개발하고 활용한다.[18][19]

1971
- 마이클 S. 하트는 미국 독립선언을 컴퓨터에 입력하여 인터넷에서 사용할 수 있는 첫 전자책을 만들고, 더 많은 책의 전자 사본을 만들기 위해 프로젝트 구텐베르크를 시작한다.[29]

c. 1979
- 로베르토 부사(Roberto Busa)는 성 토마스 아퀴나스와 일부 관련 저자들의 인쇄된 56권의 책에 대한 완전한 어휘집인 Index Thomisticus를 완성한다.[61]

#### 1980년대와 1990년대
1986
- 주디 말로이는 독자의 선택에 따라 서사가 다른 방향으로 흘러가는 링크를 가진 최초의 온라인 하이퍼텍스트 문학, '엉클 로저'를 쓰고 프로그래밍한다.[62]

1989
- 프랭클린 컴퓨터는 독립형 장치에서만 읽을 수 있는 성경의 전자 버전을 출시한다.[63]

1990
- 이스트게이트 시스템즈는 마이클 조이스의 '오후, 이야기'를 플로피 디스크로 출시한 최초의 하이퍼텍스트 소설을 출판한다.[64]
- 일렉트로닉 북 테크놀로지스는 항공기 기술 매뉴얼과 같은 대규모 서적을 제공하기 위한 최초의 SGML 기반 시스템인 DynaText를 출시한다. 이는 나중에 미국 항공모함에서 종이 매뉴얼 대체품으로 테스트되었다.
- 소니그룹은 데이터 디스크맨 전자책 플레이어를 출시한다.[65][66]

1991
- 보야저 컴퍼니는 디지털 형식의 CD-ROM으로 제작된 도서인 확장 도서를 개발한다.[67]

1992

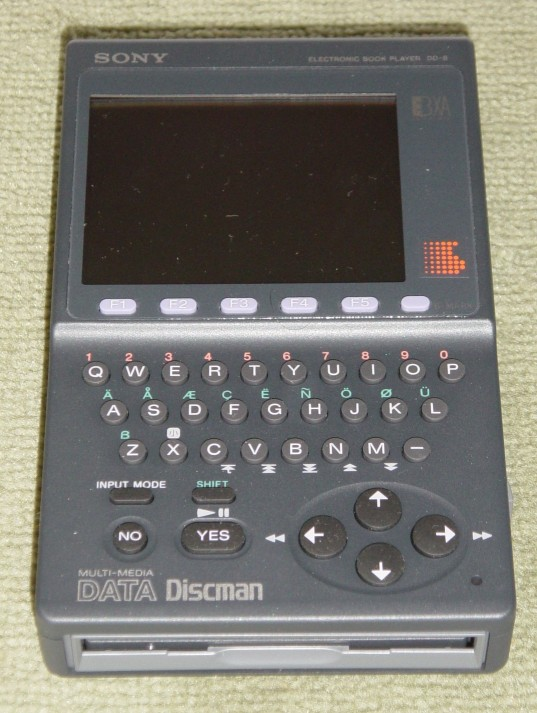
DD-8 데이터 디스크맨

- F. 크루뇰라와 I. 리가몬티는 밀라노 공과대학교에서 졸업 프로젝트로 최초의 전자책 단말기인 Incipit를 디자인하고 제작한다.[68][69]
- 애플은 "개발자에게 전자 형태로 문서를 배포하기 위해" Doc Viewer[70] 형식을 사용하기 시작했는데, 이는 사실상 인사이드 매킨토시 서적을 의미한다.[71]

1993
- 피터 제임스는 그의 소설 '호스트'를 두 장의 플로피 디스크로 출판했는데, 당시 이는 "세계 최초의 전자 소설"이라고 불렸고, 그 사본은 과학박물관에 보관되어 있다.[72]
- 휴고상 및 네뷸러상 후보작들이 브래드 템플턴에 의해 CD-ROM에 포함된다.[73]
- 인터넷을 통해 무료 및 유료 전자책을 얻을 수 있는 웹사이트 Bibliobytes가 출시된다.[74]
- 폴 바임은 EBook 1.0 하이퍼카드 스택을 출시하여 사용자가 어떤 텍스트 파일이든 쉽게 하이퍼카드 기반의 페이지별 도서로 변환할 수 있게 한다.[34]

1994
- C & M 온라인이 노스캐롤라이나주 롤리에 설립되어 보손 북스라는 자체 인쇄물을 통해 전자책을 출판하기 시작한다. 저자로는 프레드 채플, 켈리 체리, 레온 카츠, 리처드 팝킨, 로버트 로드먼 등이 있다.
- 20여 권이 넘는 인사이드 매킨토시 볼륨이 Apple Doc Viewer 형식으로 단일 CD-ROM에 함께 출판된다.[75] 애플은 이후 어도비 애크로뱃 사용으로 전환한다.[76]
- 전자책 출판의 인기 있는 형식이 일반 텍스트에서 HTML로 변경된다.

1995
- 온라인 시인 알렉시스 커크는 그의 기사 "더 이뮤즈"에서 무선 인터넷 전자종이 리더의 필요성을 논의한다.[77]

1996
- 프로젝트 구텐베르크가 1,000개 타이틀에 도달한다.[78]
- 조셉 제이콥슨은 MIT에서 전자책을 표시하기 위한 고대비, 저비용, 읽기/쓰기/지우기 매체인 전자잉크를 만들기 위해 연구한다.[79]

1997
- E 잉크 코퍼레이션은 MIT 학부생인 J.D. 앨버트, 바렛 코미스키, MIT 교수 조셉 제이콥슨, 제레미 루빈, 러스 윌콕스와 함께 전자 인쇄 기술을 만들기 위해 공동 설립된다.[80] 이 기술은 나중에 소니 리더, 반스 & 노블 눅, 아마존 킨들 디스플레이에 사용된다.

1998

부킨의 사이북 Gen1

- Nuvo Media는 최초의 휴대용 전자책 단말기인 로켓 전자책을 출시한다.[81]
- 소프트북이 소프트북 리더를 출시한다. 이 전자책 단말기는 확장 가능한 저장 공간으로 텍스트, 그래픽, 사진을 포함하여 최대 10만 페이지의 콘텐츠를 저장할 수 있었다.[82]
- 사이북은 처음에는 Cytale (1998–2003)에서, 나중에는 부킨에서 판매 및 제조된다.

1999
- NIST는 XML 기반의 오픈 전자책 형식을 공개 도메인으로 출시한다. 대부분의 미래 전자책 형식은 오픈 전자책에서 파생된다.[83]
- 출판사 사이먼 & 슈스터는 iBooks라는 새로운 출판 브랜드를 만들고 일부 타이틀을 전자책 및 인쇄 형식으로 동시에 출판하는 최초의 일반 출판사가 된다.
- 옥스퍼드 대학교 출판부는 netLibrary를 통해 일부 도서를 전자책으로 제공한다.
- 출판사 Baen Books는 Baen 타이틀을 무료 전자책으로 제공하기 위해 Baen Free Library를 개설한다.[84]
- 김 블래그는 자신의 회사 Books OnScreen을 통해 아마존, 반스 & 노블, 보더스 등 소매업체를 통해 CD로 멀티미디어 향상 전자책을 판매하기 시작한다.[85]

#### 2000년대
2000
- 조셉 제이콥슨, 바렛 오. 코미스키, 조나단 D. 앨버트는 전자책 디스플레이와 관련된 미국 특허를 받는데, 이 특허들은 나중에 대부분의 전자책 단말기 디스플레이에 사용된다.[86]
- 스티븐 킹은 그의 중편소설 불릿 위를 걷다를 온라인 전용으로 출시했으며, 이는 최초의 대중 시장 전자책이 되어 48시간 만에 50만 부가 팔린다.[87]
- 마이크로소프트는 PC 및 휴대용 장치에서 가독성을 높이기 위해 클리어타입이 적용된 마이크로소프트 리더를 출시한다.[88]
- 마이크로소프트와 아마존은 협력하여 아마존에서 구매하고 마이크로소프트 소프트웨어를 사용하여 PC 및 휴대용 장치에 다운로드할 수 있는 전자책을 판매한다.
- 구텐베르크 성경의 디지털화된 버전이 대영 도서관에서 온라인으로 제공된다.[89]

2001
- 어도비는 Adobe Acrobat Reader 5.0을 출시하여 사용자가 밑줄을 긋고, 메모를 하고, 즐겨찾기를 할 수 있게 한다.

2002
- 팜과 오버드라이브는 팜 리더 전자책을 전 세계적으로 제공하며, 여러 언어로 된 5,000개 이상의 전자책을 팜 PDA 또는 컴퓨터 응용 프로그램을 사용하여 읽을 수 있도록 한다.[90]
- 랜덤하우스와 하퍼콜린스는 영어 타이틀의 디지털 버전을 판매하기 시작한다.

2004
- E 잉크 디스플레이를 사용하는 최초의 전자책 단말기인 소니 리브리에가 출시된다. 6인치 화면을 가지고 있다.[91]
- 구글은 나중에 구글 도서 라이브러리 프로젝트라고 불릴 계획의 일환으로 여러 주요 도서관의 소장품을 디지털화할 계획을 발표한다.[92]

2005
- 아마존은 모비 전자책 파일 형식 및 전자책 단말기 소프트웨어 개발사인 모비포켓을 인수한다.[93]
- 구글은 여전히 저작권이 있는 도서를 스캔한 혐의로 Authors Guild에 의해 저작권 침해로 고소당한다.[94]

2006
- 소니 리더 PRS-500이 E 잉크 화면과 2주 배터리 수명으로 출시된다.[95]
- LibreDigital은 출판사 콘텐츠를 위한 온라인 리더로 BookBrowse를 출시한다.

2007

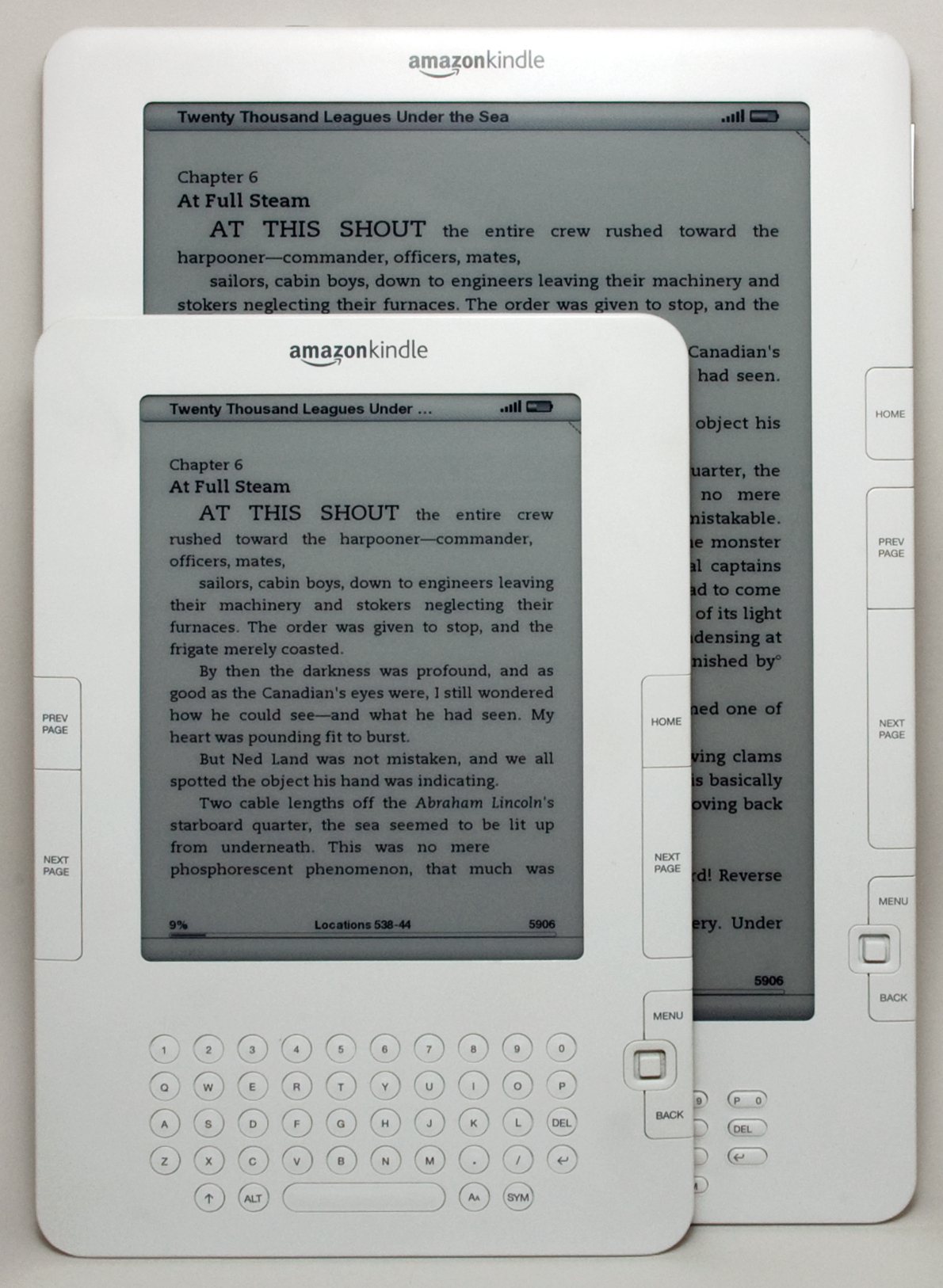
킨들 2와 더 큰 킨들 DX의 크기 비교

- 국제 디지털 출판 포럼은 오픈 전자책을 대체하기 위해 EPUB를 출시한다.[96]
- 11월, 아마존닷컴은 미국에서 6인치 E 잉크 화면을 가진 킨들 전자책 단말기를 출시하며 5.5시간 만에 매진된다.[97] 동시에 킨들 스토어가 개점하여 처음에는 88,000개 이상의 전자책을 이용할 수 있었다.[97]
- 부킨은 유럽에서 사이북 Gen3를 출시한다. 전자책을 표시하고 오디오북을 재생할 수 있다.[98]

2008
- 어도비와 소니는 서로의 기술 (어도비 리더 및 DRM)을 공유하기로 합의한다.
- 소니는 영국과 프랑스에서 소니 리더 PRS-505를 판매한다.

2009
- 부킨은 미국과 유럽에서 사이북 오푸스를 출시한다.
- 소니는 리더 포켓 에디션과 리더 터치 에디션을 출시한다.
- 아마존은 텍스트 음성 변환 기능이 포함된 킨들 2를 출시한다.
- 아마존은 미국에서 9.7인치 화면을 가진 킨들 DX를 출시한다.
- 반스 & 노블은 미국에서 눅 전자책 단말기를 출시한다.
- 아마존은 2009년 후반에 Kindle for PC 애플리케이션을 출시하여 Kindle Store 라이브러리를 킨들 하드웨어 외부에서 처음으로 이용할 수 있게 한다.[99]

#### 2010년대
2010
- 1월 – 아마존은 킨들 DX 인터내셔널 에디션을 전 세계적으로 출시한다.[100]
- 4월 – 애플은 아이패드를 iBooks라는 전자책 앱과 함께 출시한다.[101]
- 5월 – 코보 (기업)는 캐나다의 인디고/챕터스와 미국의 보더스에서 판매될 코보 전자책 단말기를 출시한다.
- 7월 – 아마존은 2010년 2분기 동안 전자책 판매량이 하드커버 책 판매량을 처음으로 넘어섰다고 보고한다.[54]
- 8월 – 포켓북은 안드로이드 전자책 단말기로 제품 라인을 확장한다.[102]
- 8월 – 아마존은 와이파이 및 3G & 와이파이 버전으로 제공되는 3세대 킨들을 출시한다.
- 10월 – 부킨은 소비자 전자 박람회에서 사이북 오리존을 공개한다.[103]
- 10월 – 코보 (기업)는 와이파이 기능을 포함한 업데이트된 코보 전자책 단말기를 출시한다.
- 11월 – 센티멘탈리스트가 캐나다에서 권위 있는 전국 길러상을 수상한다. 소규모 출판사였기 때문에 인쇄본이 널리 판매되지 않았고, 전자책 버전이 2010년 코보 기기에서 가장 많이 팔린 타이틀이 된다.[104]
- 11월 – 반스 & 노블은 컬러 LCD 태블릿 컴퓨터인 Nook Color를 출시한다.
- 12월 – 구글은 3백만 개 이상의 타이틀을 제공하는 구글 eBook을 출시하며, 현재까지 세계에서 가장 큰 전자책 서점이 된다.[105]

2011
- 5월 – 아마존닷컴은 미국에서 전자책 판매량이 모든 인쇄본 판매량을 넘어섰다고 발표한다.[106]
- 6월 – 반스 & 노블은 Nook Simple Touch 전자책 단말기와 Nook Tablet을 출시한다.[107]
- 8월 – 부킨은 자체 전자책 서점인 BookeenStore.com을 출시하고 프랑스어 타이틀의 디지털 버전을 판매하기 시작한다.[108]
- 9월 – 네이처 퍼블리싱은 해당 종이 버전이 없는 맞춤형 모듈 교과서인 생물학 원리의 시험판을 출시한다.[109]
- 6월/11월 – 스페인에서 전자책 단말기 시장이 성장함에 따라 Telefónica, Fnac, Casa del Libro와 같은 회사들은 스페인 브랜드 "bq readers"를 사용하여 전자책 단말기를 출시한다.
- 11월 – 아마존은 전자책 읽기를 위해 설계된 킨들 파이어와 킨들 터치를 출시한다.

2012
- 미국 시장의 전자책 판매 수익이 30억 달러를 넘어선다.[110]
- 1월 – 애플은 아이패드 전자책을 직접 iBooks 서점에 출판하거나 PDF 파일로 공유할 수 있는 소프트웨어인 iBooks Author를 출시한다.[111]
- 1월 – 애플은 iBooks 서점에 교과서 섹션을 개설한다.[112]
- 2월 – 네이처 퍼블리싱은 몇 달 전 시험판의 성공에 이어 생물학 원리를 전 세계적으로 출시한다고 발표한다.[109]
- 2월 – Library.nu (이전에는 ebooksclub.org 및 gigapedia.com으로 불리던 인기 있는 전자책 다운로드 링크 웹사이트)는 저작권 침해 혐의로 기소되어 법원 명령으로 폐쇄된다.[113]
- 3월 – 출판사 랜덤하우스, Holtzbrinck, 아르바토는 Skoobe라는 전자책 라이브러리를 시장에 내놓는다.[114]
- 3월 – 미국 법무부는 아마존에서 판매되는 도서 가격을 인상하기 위한 담합 혐의로 애플, 사이먼 & 슈스터, 아셰트 북 그룹, 펭귄 그룹, 맥밀런, 하퍼콜린스에 대해 반독점 소송을 준비한다.[115][116]
- 3월 – 포켓북은 E Ink Pearl 전자책 단말기인 PocketBook Touch를 출시하여 독일 잡지 Tablet PC와 Computer Bild로부터 상을 수상한다.[117][118]
- 6월 – Kbuuk은 클라우드 기반 전자책 자비출판 SaaS 플랫폼[119]을 Pubsoft 디지털 출판 엔진에서 출시한다.
- 9월 – 아마존은 전면 LED 조명이 내장된 최초의 전자책 단말기인 킨들 페이퍼화이트를 출시한다.

2013
- 4월 – 코보는 기존 미국 경쟁사 모델보다 큰 6.8인치 화면을 가진 코보 오라 HD를 출시한다.[120]
- 5월 – 모피보는 스칸디나비아 최초의 무제한 전자책 구독 서비스를 출시한다.[121]
- 6월 – 미국 출판사 협회는 전자책이 현재 도서 판매량의 약 20%를 차지한다고 발표한다. 반스 & 노블은 미국 전자책 시장에서 27%의 점유율을 가지고 있다고 추정한다.[122]
- 6월 – 반스 & 노블은 눅 태블릿 제조를 중단하고 눅 심플 터치와 같은 흑백 전자책 단말기는 계속 생산할 것이라고 발표한다.[122]
- 6월 – 애플 임원 키스 모어러는 전자책 가격 담합 재판에서 iBookstore가 출시 몇 달 만에 미국 전자책 시장 점유율의 약 20%를 차지했다고 증언했는데, 이는 Publishers Weekly가 이전에 제3자가 추정한 수치의 대략 두 배라고 보도했다. 모어러는 또한 iBookstore가 2011년에 랜덤하우스를 추가함으로써 약 20%를 추가로 확보했다고 증언했다.[123]

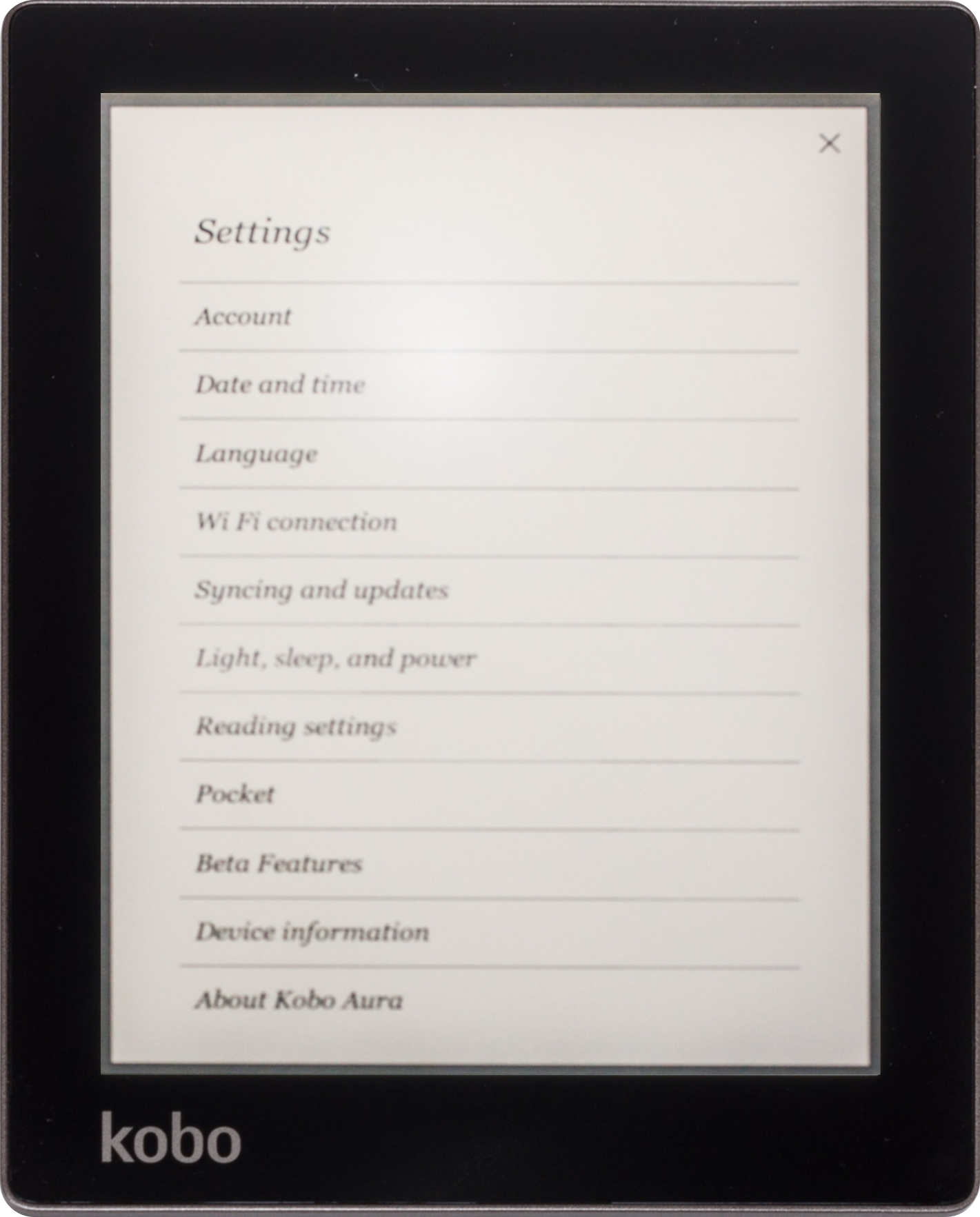
코보 아우라의 설정 메뉴

- 5대 미국 전자책 출판사는 가격 담합 소송 합의의 일환으로 2010년 4월부터 2012년 5월까지 판매된 뉴욕 타임즈 베스트셀러 전자책 복사본당 약 3달러를 환불하라는 명령을 받는다.[110] 이는 1억 6천만 달러의 합의금이 될 수 있다.
- 반스 & 노블은 E Ink Pearl과 Regal을 사용하는 6인치 터치스크린과 내장형 전면 LED 조명을 갖춘 Nook Glowlight를 출시한다.
- 7월 – 미국 지방 법원 판사 데니스 코트는 애플이 전자책 소매 가격을 인상하기 위해 공모한 혐의로 유죄를 선고하고, 손해배상액을 결정하기 위한 재판을 2014년으로 예정한다.[124]
- 8월 – 코보는 기본 터치스크린 6인치 전자책 단말기인 코보 아우라를 출시한다.
- 9월 – 오이스터는 무제한 전자책 구독 서비스를 출시한다.[125]
- 11월 – 미국 지방 법원 판사 친은 Authors Guild 대 Google 소송에서 구글의 손을 들어주며, 공정 사용을 인용한다.[126] 저자들은 항소할 것이라고 밝혔다.[127]
- 12월 – 스크리브드는 전자책을 위한 최초의 공개 무제한 구독 서비스를 출시한다.[128]

2014
- 4월 – 코보는 세계 최초로 방수 상업용 전자책 단말기인 아우라 H₂0를 출시한다.[129]
- 6월 – 미국 지방 법원 판사 코트는 애플의 전자책 가격 담합 혐의 소송에서 원고들에게 집단 소송 승인을 허가한다. 원고들은 8억 4천만 달러의 손해 배상을 요구하고 있다.[130] 애플은 이 결정에 항소한다.
- 6월 – 애플은 전자책 가격 담합 혐의로 기소된 전자책 반독점 소송을 주정부와 법정 밖에서 합의한다. 그러나 코트 판사의 판결이 항소심에서 뒤집히면 합의도 취소된다.[131]
- 7월 – 아마존은 킨들 언리미티드를 출시한다. 이는 무제한 전자책 및 오디오북 구독 서비스이다.[132]

2015
- 6월 – 미국 제2순회항소법원은 2대 1의 투표로 애플이 전자책 가격 담합을 공모하여 연방 반독점법을 위반했다는 코트 판사의 판결에 동의한다.[133] 애플은 이 결정에 항소했다.
- 6월 – 아마존은 전자책 단말기 전용 글꼴인 Bookerly를 최초로 적용한 킨들 페이퍼화이트 (3세대)를 출시한다.[134]
- 9월 – 오이스터는 무제한 전자책 구독 서비스가 2016년 초에 종료되고 구글에 인수될 것이라고 발표한다.[135]
- 9월 – 말레이시아 전자책 회사 e-Sentral은 블루투스 비콘을 통해 전자책의 지리적 위치 배포 기술을 최초로 도입한다. 이는 쿠알라룸푸르 국제공항에서 대규모로 처음 시연되었다.[136]
- 10월 – 아마존은 6인치, 300ppi E Ink Carta HD 디스플레이를 갖춘 킨들 보야지를 출시한다. 이는 2014년 현재 전자책 단말기에서 가장 높은 해상도와 대비를 제공한다.[137] 또한 적응형 LED 조명과 기기 측면의 페이지 넘김 센서가 특징이다.
- 10월 – 반스 & 노블은 최초의 방수 전자책 단말기인 글로우라이트 플러스를 출시한다.[138]
- 10월 – 미국 항소법원은 저작자 길드 대신 구글의 손을 들어주며, 구글이 도서 스캔 프로젝트에서 저작권법을 위반하지 않았다고 선언한다.[139]
- 12월 – Playster는 전자책과 오디오북을 포함한 무제한 구독 서비스를 출시한다.[140]
- 2015년 말까지 구글 도서는 2,500만 권 이상의 책을 스캔한다.[11]
- 2015년까지 전 세계적으로 7천만 대 이상의 전자책 단말기가 출하된다.[11]

2016
- 3월 – 미국 연방 대법원은 애플이 전자책 가격 담합을 공모했다는 2013년 7월 법원 결정에 대한 애플의 항소를 기각한다. 따라서 이전 법원 결정이 유지되어 애플은 4억 5천만 달러를 지불해야 한다.[141]
- 4월 – 대법원은 저작자 길드의 도서 스캔 사건 항소를 기각하여 하급 법원의 결정이 유지된다. 이 결과는 구글이 도서관 도서를 스캔하고 검색 결과에 발췌문을 표시하는 것이 미국 저작권법을 위반하지 않음을 의미한다.[142]
- 4월 – 아마존은 5년 만에 처음으로 물리적 페이지 넘김 버튼이 있고, 프리미엄 제품으로 배터리가 내장된 가죽 케이스가 포함된 킨들 오아시스를 출시한다. 케이스를 제외하면 현재까지 시장에서 가장 가벼운 전자책 단말기이다.[143]
- 8월 – 코보는 7.8인치 E Ink Carta HD 디스플레이를 탑재한 최초의 상업용 전자책 단말기인 아우라 원을 출시한다.[144]
- 연말까지 스마트폰과 태블릿 모두 전자책 읽기 수단으로 전자책 단말기를 개별적으로 추월했으며, 페이퍼백 책 판매량이 전자책 판매량보다 높아진다.[145]

2017
- 2월 – 미국 출판사 협회는 2016년 첫 9개월 동안 미국 성인 전자책 시장이 2015년 같은 기간보다 16.9% 감소했음을 보여주는 데이터를 발표하며, 닐슨 북은 전자책 시장이 모든 연령대를 포함하여 2015년보다 2016년에 전체적으로 16% 감소했다고 판단한다.[146] 이 감소는 주요 출판사들의 광범위한 전자책 가격 인상으로 인해 평균 전자책 가격이 6달러에서 거의 10달러로 증가한 부분도 있다.[147]
- 2월 – 미국 버전의 킨들 언리미티드는 150만 개 이상의 타이틀을 포함하며, 이 중 29만 개 이상이 외국어 타이틀이다.[148]
- 3월 – 가디언은 영국에서 종이책 판매량이 디지털 타이틀보다 우세하다고 보도한다. 이는 아마존이 대행사 가격을 허용하는 출판사와의 거래로 인해 디지털 버전보다 종이책 버전이 더 저렴할 수 있기 때문이다.[145]
- 4월 – 로스앤젤레스 타임스는 2016년에 하드커버 책 판매량이 5년 만에 처음으로 전자책보다 높았다고 보도한다.[147]
- 10월 – 아마존은 Oasis 2를 출시한다. 이는 IPX8 등급을 받은 최초의 킨들로, 2미터 수심에서 최대 60분 동안 방수 기능을 제공한다. 또한 배경이 검은색인 상태에서 흰색 텍스트를 표시할 수 있는 최초의 킨들로, 야간 독서에 유용할 수 있는 기능이다.

2018
- 1월 – 미국 공공 도서관은 연간 OverDrive 전자책 대출량이 사상 최고치를 기록했다고 보고한다. 카드 소지자에게 2억 7,400만 권 이상의 전자책이 대출되었는데, 이는 2017년 수치보다 22% 증가한 것이다.[149]
- 10월 – EU는 회원국들이 전자책에 대해 종이책과 동일한 VAT를 부과할 수 있도록 허용한다.[150]

2019
- 5월 – 반스 & 노블은 7.8인치 E Ink 화면을 가진 지금까지 가장 큰 눅 전자책 단말기인 GlowLight Plus 전자책 단말기를 출시한다.[151]

## 형식
작가와 출판사는 전자책을 출판할 때 선택할 수 있는 다양한 형식을 가지고 있다. 각 형식은 장점과 단점이 있다. 가장 인기 있는 전자책 단말기와 기본으로 지원하는 형식은 아래와 같다.
| 리더                                       | 기본 전자책 형식                                                                                       |
| ------------------------------------------ | --- |
| 아마존 킨들 및 파이어 태블릿               | EPUB, KFX, AZW, AZW3, KF8, 비DRM MOBI, PDF, PRC, TXT                                                   |
| 반스 & 노블 눅 및 Nook Tablet              | EPUB, PDF                                                                                              |
| 아이패드                                   | EPUB, IBA, PDF                                                                                         |
| 소니 리더                                  | EPUB, PDF, TXT, RTF, DOC, BBeB                                                                         |
| 코보 전자책 단말기 및 코보 아크            | EPUB, PDF, TXT, RTF, HTML, CBR (만화), CBZ (만화)                                                      |
| 안드로이드 기기 (구글 플레이 북 사전 설치) | EPUB, PDF                                                                                              |
| 포켓북 리더 및 포켓북 터치                 | EPUB DRM, EPUB, PDF DRM, PDF, FB2, FB2.ZIP, TXT, DJVU, HTM, HTML, DOC, DOCX, RTF, CHM, TCR, PRC (MOBI) |

1. ↑  2022년 현재 킨들 기기는 EPUB 파일 가져오기를 지원한다.[154]
2. ↑  2022년 현재 킨들 기기는 MOBI 파일 가져오기 지원을 제거했다.[154]
3. ↑  iBooks Author를 통해 제작된 멀티터치 도서

### 디지털 권리 관리
대부분의 전자책 출판사는 고객에게 자사 제품에 묶인 디지털 권리 관리의 가능한 영향에 대해 경고하지 않는다. 일반적으로 디지털 권리 관리는 전자책의 불법 복제를 방지하기 위한 것이라고 주장한다. 그러나 많은 경우 디지털 권리 관리는 구매자가 전자책에 대한 접근을 완전히 거부당하는 결과를 초래할 수도 있다. 대부분의 주요 출판사 및 전자 소매업체(아마존닷컴, 구글, 반스 & 노블, 코보 (기업) 및 애플)에서 판매하는 전자책은 DRM으로 보호되며 출판사의 전자책 단말기 소프트웨어 또는 하드웨어에 묶여 있다. DRM을 생략한 최초의 주요 출판사는 2012년 과학 소설 및 판타지 최대 출판사 중 하나인 토르 북스였다. 오라일리 미디어, 카리나 프레스, Baen Books와 같은 소규모 전자책 출판사들은 이미 이전에 DRM을 포기했었다.

## 제작
일부 전자책은 전자 출판에서 설명된 바와 같이 인쇄본 제작과 동시에 제작되지만, 많은 경우 나중에 판매될 때까지 출시되지 않을 수 있다. 종종 전자책은 기존의 하드커버 책에서 제작되는데, 일반적으로 문서 스캐닝을 통해 이루어지며, 때로는 원본 인쇄본을 손상시키지 않고 책을 빠르게 스캔할 수 있는 기술을 갖춘 로봇 북 스캐너를 사용하기도 한다. 책을 스캔하면 일련의 이미지 파일이 생성되며, 이는 OCR 프로그램을 통해 텍스트 형식으로 추가 변환될 수 있다. 가끔씩, 일부 프로젝트에서와 같이, 전자책은 키보드에서 텍스트를 재입력하여 제작될 수도 있다. 때로는 출판사에서 책의 전자 버전만 제작하는 경우도 있다. 전자책은 각 장이 쓰여질 때마다 장별로 출시될 수 있다. 이는 전형적인 책을 쓰는 데 몇 달이 걸리는 동안 주제가 빠르게 변할 수 있는 정보기술과 같은 분야에서 유용하다. 전자책을 주문형 인쇄를 통해 인쇄본으로 변환하는 것도 가능하다. 그러나 이러한 경우는 예외적이며, 전통적으로 책은 인쇄 형식으로 출시된 후 저자가 원할 경우 전자 버전이 제작된다. 뉴욕 타임스는 소설과 비소설 모두 베스트셀러 전자책 목록을 유지하고 있다.

## 독서 데이터
모든 전자책 단말기와 독서 앱은 전자책 독서 데이터를 추적할 수 있으며, 이 데이터에는 사용자가 어떤 전자책을 열었는지, 각 전자책을 읽는 데 얼마나 많은 시간을 보냈는지, 각 전자책의 어느 정도를 완료했는지 등이 포함될 수 있다. 2014년 12월, 코보는 전 세계 2,100만 명 이상의 사용자로부터 수집된 전자책 독서 데이터를 공개했다. 결과 중 일부는 영국 독자의 44.4%만이 베스트셀러 전자책인 골드핀치를 완독했으며, 2014년 영국에서 가장 많이 팔린 전자책인 "One Cold Night"는 독자의 69%가 완독했다는 것이다. 이는 인기 있는 전자책은 완전히 읽히는 반면, 일부 전자책은 샘플만 읽힌다는 증거이다.

## 인쇄본과의 비교

### 장점

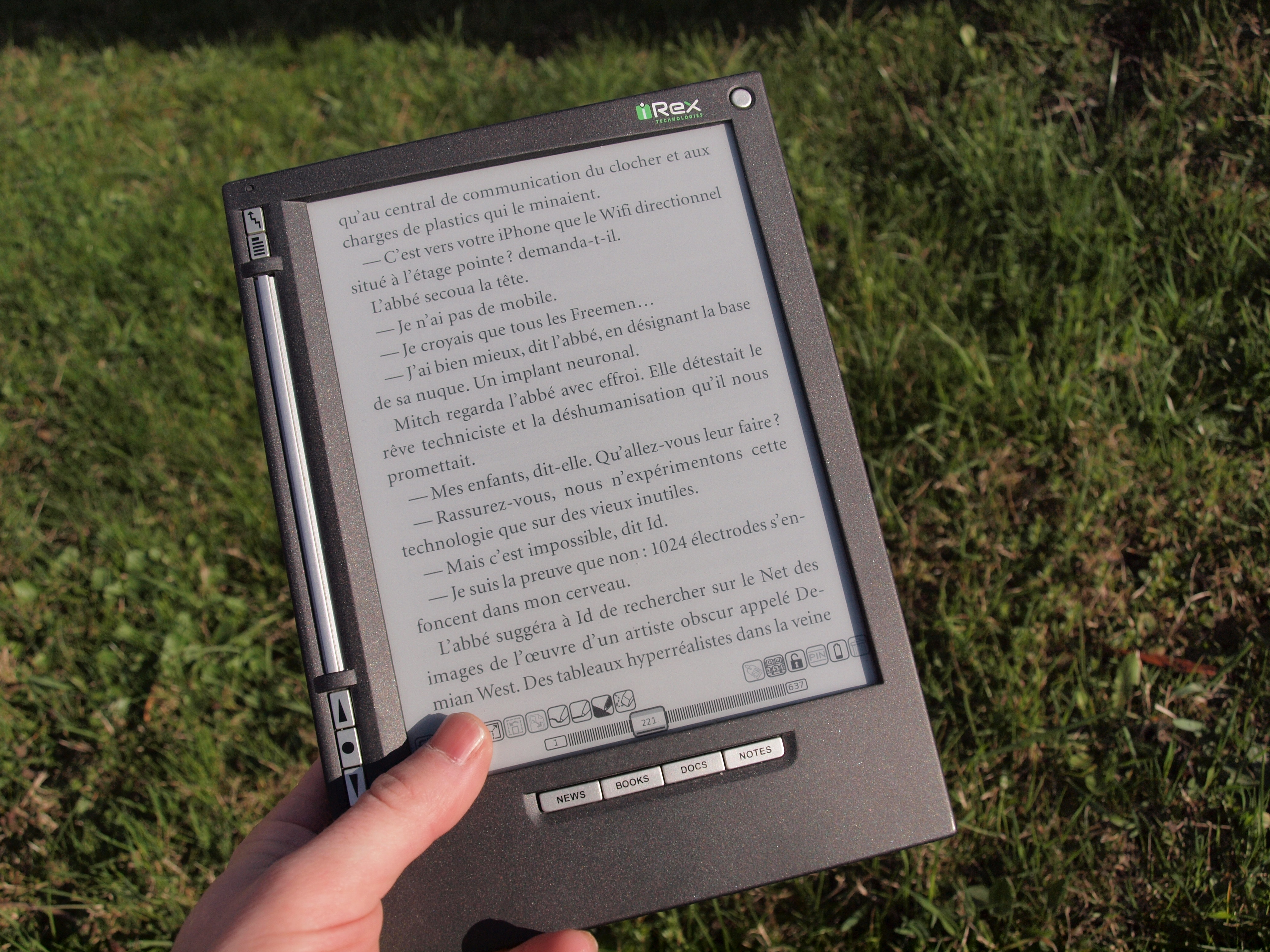
iLiad 전자책 단말기. 전자종이 디스플레이가 햇빛 아래서도 잘 보인다.

비슷한 크기의 물리적인 책이 차지하는 공간에, 전자책 단말기는 메모리 용량에 따라 수천 권의 전자책을 담을 수 있다. 기기에 따라 전자책은 낮은 조명이나 심지어 완전한 어둠 속에서도 읽을 수 있다. 많은 전자책 단말기는 내장 조명, 글꼴 확대 또는 변경, 시각 장애인, 노인 또는 난독증 환자를 위해 텍스트를 소리 내어 읽어주는 텍스트 음성 변환 소프트웨어 기능, 또는 단순히 편의를 위한 기능을 가지고 있다. 또한, 전자책 단말기는 독자가 온라인 사전을 사용하여 단어를 찾아보거나 주제에 대한 더 많은 정보를 즉시 찾을 수 있도록 한다. 아마존은 전자책 독자의 85%가 책을 읽는 동안 단어를 찾아본다고 보고한다.
2017년 연구에 따르면, 전자책 단말기 제조 과정에서 발생하는 배출량을 고려하더라도 연간 4.7권 이상의 인쇄본을 전자책으로 대체하면 인쇄본보다 적은 온실 기체 배출을 초래하는 것으로 나타났다. 전자책 단말기는 대부분의 개별 도서보다 비싸지만, 전자책은 종이책보다 저렴할 수 있다. 전자책은 주문형 인쇄를 통해 전통적인 책보다 저렴하게 제공될 수 있다. 게다가, 많은 전자책이 프로젝트 구텐베르크와 같은 사이트에서 무료로 온라인으로 제공된다. 예를 들어, 1928년 이전에 인쇄된 모든 책은 미국에서 퍼블릭 도메인에 속하며, 이는 웹사이트에서 그러한 타이틀의 전자책 버전을 무료로 호스팅할 수 있게 한다.
가능한 디지털 권리 관리에 따라, 전자책(물리적인 책과 달리)은 저장된 기기가 분실되거나 손상될 경우 백업 및 복구할 수 있으며, 배급사로부터 추가 비용 없이 새 복사본을 다운로드할 수 있다. 독자는 여러 기기에서 읽은 위치, 하이라이트 및 북마크를 동기화할 수 있다.

### 단점

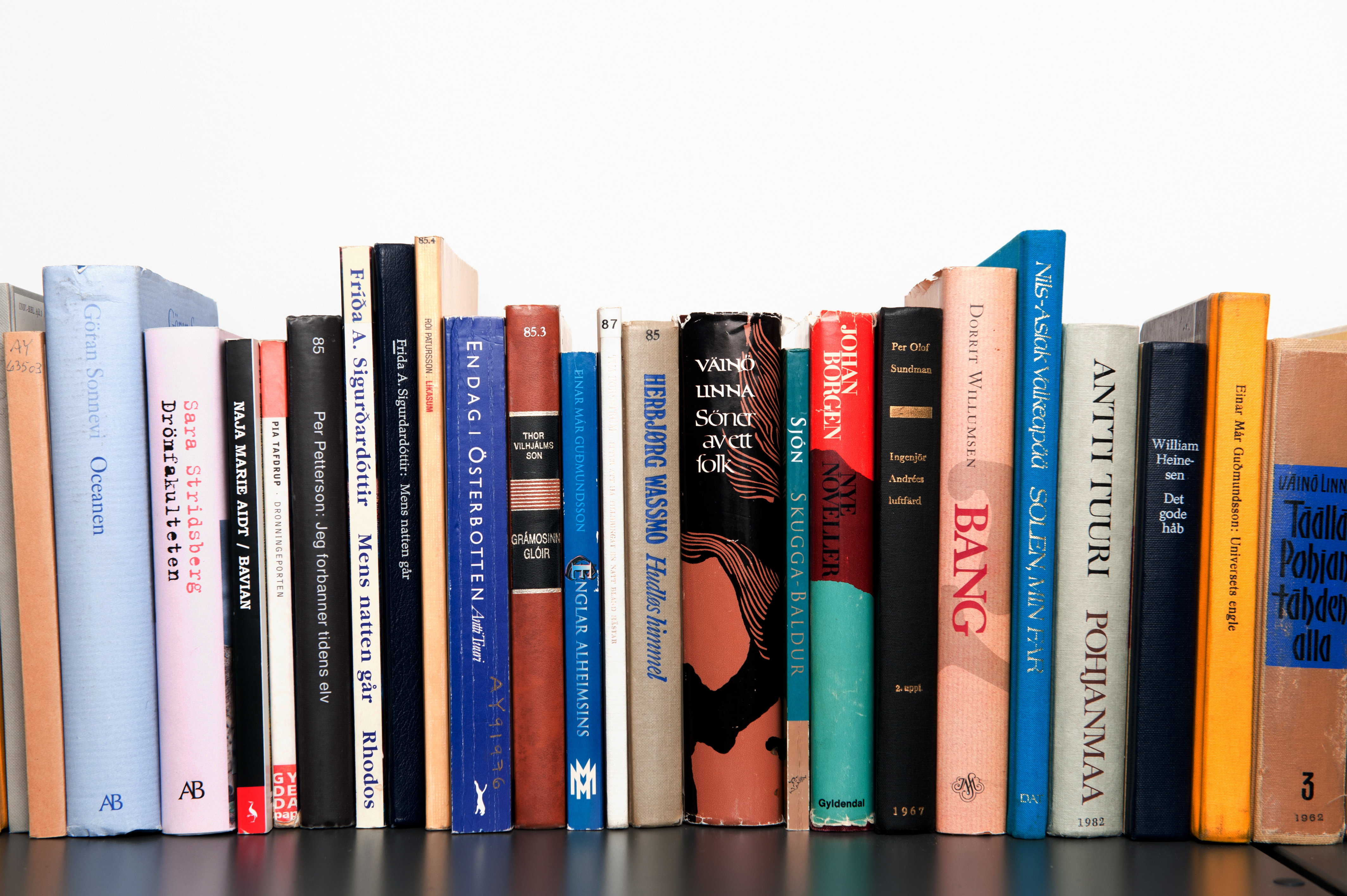
인쇄본 책등은 책 디자인에서 중요한 부분이며, 물건으로서의 아름다움의 일부로 여겨진다.

사용자의 전자책 읽기 활동에 대한 프라이버시가 부족할 수 있다. 예를 들어, 아마존은 사용자의 신원, 사용자가 무엇을 읽고 있는지, 책을 다 읽었는지, 현재 어느 페이지에 있는지, 각 페이지에 얼마나 많은 시간을 보냈는지, 사용자가 어떤 구절을 강조 표시했는지 등을 알 수 있다. 전자책의 광범위한 채택에 대한 한 가지 장애물은 많은 사람들이 질감, 냄새, 무게, 책장에 놓인 모습 등 책 자체를 중요한 물건으로 여기기 때문이다. 인쇄본은 또한 귀중한 문화재이자 자유 교육 및 인문학의 상징으로 여겨진다. 코보는 전자책 서점에서 구매한 전자책의 60%가 한 번도 열리지 않으며, 책이 비쌀수록 독자가 전자책을 최소한 한 번이라도 열어볼 가능성이 더 높다는 것을 발견했다.
조 퀴넌은 전자책의 장단점에 대해 다음과 같이 썼다.
전자책은 책에 담긴 정보를 중요하게 생각하거나, 시각에 문제가 있거나, 지하철에서 독서를 좋아하거나, 다른 사람들이 자신이 무엇으로 즐거움을 얻고 있는지 보지 않기를 바라거나, 저장 공간 및 잡동사니 문제가 있는 사람들에게는 이상적이지만, 책과 강렬하고 평생 지속되는 연애를 하는 사람들에게는 쓸모가 없다. 우리가 만질 수 있는 책, 냄새 맡을 수 있는 책, 의지할 수 있는 책 말이다.

모든 감정적이고 습관적인 측면 외에도, 출판사와 소프트웨어 개발자가 해결해야 할 가독성과 사용성 문제가 있다. 눈의 피로, 개요 부족, 주의 산만에 대해 불평하는 많은 전자책 독자들은 더 적합한 장치나 더 사용자 친화적인 독서 응용 프로그램을 사용할 수 있다면 도움이 될 수 있지만, DRM으로 보호된 전자책을 구매하거나 빌릴 때 기능이 불충분하더라도 기본 장치나 응용 프로그램으로 책을 읽어야 하는 경우가 많다.
종이책은 물 손상, 곰팡이, 도난 등 다양한 위협에 취약하지만, 전자책 파일도 손상, 삭제 또는 기타 방식으로 손실될 수 있으며 불법 복제될 수도 있다. 종이책의 소유권은 상당히 명확하지만(책에 따라 대여 또는 복사 페이지에 대한 제한은 있지만), 전자책의 디지털 파일 구매자는 디지털 권리 관리 조항, 저작권 문제, 공급업체의 사업 실패 또는 사용자의 신용 카드 만료로 인해 전자책에 대한 접근 권한을 잃을 가능성이 있는 조건부 접근 권한을 가진다.

## 시장 점유율

### 미국
미국 출판사 협회(Association of American Publishers)의 2018년 연례 보고서에 따르면 전자책은 전체 상업 매출의 12.4%를 차지했다.
미국 출판사 협회의 2019년 연례 보고서에 따르면, 모든 형식의 도서 출판사들은 인쇄본으로 226억 달러, 전자책으로 20억 4천만 달러의 매출을 올렸다.

### 캐나다
| \| 2012년 1월 기준 Ipsos Reid의 캐나다 전자책 단말기 시장 점유율 [188] \| 2012년 1월 기준 Ipsos Reid의 캐나다 전자책 단말기 시장 점유율 [188] \| 2012년 1월 기준 Ipsos Reid의 캐나다 전자책 단말기 시장 점유율 [188] \| 2012년 1월 기준 Ipsos Reid의 캐나다 전자책 단말기 시장 점유율 [188] \| 2012년 1월 기준 Ipsos Reid의 캐나다 전자책 단말기 시장 점유율 [188] \| \| ------------------------------------------------------------------- \| ------------------------------------------------------------------- \| ------------------------------------------------------------------- \| ------------------------------------------------------------------- \| ------------------------------------------------------------------- \| \| 판매자 \| \| \| 비율 \| \| \| 코보 \| 코보 \| \| 46.0% \| 46.0% \| \| 아마존 \| 아마존 \| \| 24.0% \| 24.0% \| \| 소니 \| 소니 \| \| 18.0% \| 18.0% \| \| 기타 \| 기타 \| \| 12.0% \| 12.0% \| |        |  |       |       |
| 2012년 1월 기준 Ipsos Reid의 캐나다 전자책 단말기 시장 점유율 |        |  |       |       |
| 판매자 |        |  | 비율  |       |
| 코보 | 코보   |  | 46.0% | 46.0% |
| 아마존 | 아마존 |  | 24.0% | 24.0% |
| 소니 | 소니   |  | 18.0% | 18.0% |
| 기타 | 기타   |  | 12.0% | 12.0% |

### 스페인
2013년 카렌호는 2015년 스페인 전자책 시장 점유율이 15%에 달할 것으로 추정한다.

### 영국
닐슨 도서 연구에 따르면, 전자책 점유율은 2012년에서 2014년 사이에 20%에서 33%로 증가했지만, 2015년 1분기에는 29%로 감소했다. 아마존 출판 및 자비 출판 타이틀은 2014년에 1,700만 권(5,800만 파운드 상당)을 차지했으며, 이는 전체 도서 시장의 5%, 디지털 시장의 15%에 해당한다. 판매량과 매출액은 2013년과 비슷했지만, 2012년 이후 70% 증가를 보였다.

### 독일
Wischenbart Report 2015는 전자책 시장 점유율을 4.3%로 추정한다.

### 브라질
브라질 전자책 시장은 이제 막 부상하고 있다. 브라질인들은 기술에 능숙하며, 이러한 태도는 정부에서도 공유된다. 2013년에는 전체 상업 타이틀 중 약 2.5%가 디지털 형식이었다. 이는 2012년 0.5%에 불과했던 것에 비해 400% 성장한 수치이다. 2014년에는 성장이 둔화되었고, 브라질은 상업 타이틀의 3.5%가 전자책으로 판매되었다.

### 중국
Wischenbart Report 2015는 전자책 시장 점유율을 약 1%로 추정한다.

## 퍼블릭 도메인 도서
퍼블릭 도메인 도서는 저작권이 만료되어 제한 없이 자유롭게 복사, 편집, 판매할 수 있는 도서를 의미한다. 이러한 도서 중 다수는 인터넷 아카이브와 같은 웹사이트에서 PDF, TXT, EPUB 등 많은 전자책 단말기가 지원하는 형식으로 무료로 다운로드할 수 있다. 다른 형식의 도서는 캘리버와 같은 전자책 작성 소프트웨어를 사용하여 전자책 단말기와 호환되는 형식으로 변환할 수 있다.

## vBook
vBook은 디지털 퍼스트 미디어이며, 내장된 비디오, 이미지, 차트, 표, 텍스트 및 기타 유용한 미디어를 포함하는 전자책이다.

## 같이 보기
- 구텐베르크 프로젝트
- 오디오북
- 전자종이